# Aphaenogaster nadigi
Aphaenogaster nadigi é uma espécie de inseto do gênero Aphaenogaster, pertencente à família Formicidae.